# I. e. 398
Évszázadok: i. e. 5. század – i. e. 4. század – i. e. 3. század
Évtizedek: i. e. 440-es évek – i. e. 430-as évek – i. e. 420-as évek – i. e. 410-es évek – i. e. 400-as évek – i. e. 390-es évek – i. e. 380-as évek – i. e. 370-es évek – i. e. 360-as évek – i. e. 350-es évek – i. e. 340-es évek
Évek: i. e. 403 – i. e. 402 – i. e. 401 – i. e. 400 –  i. e. 399 – i. e. 398 – i. e. 397 – i. e. 396 – i. e. 395 – i. e. 394 – i. e. 393

## Események

### Itália
- I. Dionüsziosz, a szicíliai Szürakuszai türannosza a fegyverszünetet felrúgva, megtámadja a Karthágó által a sziget nyugati részén megszállva tartott városokat. A karthágóiakat több városban is legyilkolják. Mothiát elfoglalják.
- Rómában a consuli jogkörű katonai tribunusok: Lucius Valerius Potitus, Marcus Valerius Lactucinus Maximus, Marcus Furius Camillus, Lucius Furius Medullinus, Quintus Servilius Fidenas és Quintus Sulpicius Camerinus Cornutus.

### Görögország
- A spártai-perzsa háború rövid fegyverszünetét kihasználva Derküllidasz spártai hadvezér védőfalat épít Kherszonészosz (Gallipoli) félszigetén a trákok támadásai ellen.

## Fordítás
- Ez a szócikk részben vagy egészben  a(z)   398 v. Chr. című német Wikipédia-szócikk ezen változatának fordításán alapul.  Az eredeti cikk szerkesztőit annak laptörténete sorolja fel. Ez a jelzés csupán a megfogalmazás eredetét és a szerzői jogokat jelzi, nem szolgál a cikkben szereplő információk forrásmegjelöléseként.